# Jinhua Integrated Circuit
Fujian Jinhua Integrated Circuit Company Limited (JHICC) — китайская государственная компания электронной промышленности, крупный разработчик и производитель чипов памяти DRAM (второй по величине, после Changxin Memory Technologies).

## История
Компания основана в феврале 2016 года в рамках национальной стратегии Made in China 2025 благодаря инвестициям Fujian Electronics & Information Group и при поддержке United Microelectronics Corporation (Тайвань). В октябре 2018 года, на фоне обвинений в краже интеллектуальной собственности у Micron Technology, власти США ввели санкции против Jinhua Integrated Circuit, запретив американским фирмам продавать JHICC комплектующие и программное обеспечение.
После ввода американских санкций United Microelectronics Corporation приостановила сотрудничество с Jinhua Integrated Circuit и вернула из КНР своих инженеров; JHICC оказалась в затруднительном финансовом положении, на время остановила производство, однако вскоре получила значительные инвестиции от китайских властей. В мае 2023 года власти КНР ввели ограничения на использование чипов Micron в критической инфраструктуре, вынудив в итоге американскую компанию пойти на урегулирование спора с JHICC. В феврале 2024 года американский суд снял обвинения с Jinhua Integrated Circuit и признал компанию невиновной.

## Деятельность
Основные производственные мощности Jinhua Integrated Circuit расположены в уезде Цзиньцзян города Цюаньчжоу. Компания производит чипы памяти DRAM (включая микросхемы HBM) для мобильных телефонов, компьютеров, серверов и электромобилей. Крупнейшим клиентом JHICC является китайский гигант Huawei.